# José Muñoz Ávila
José Muñoz Ávila (Burgos, 22 de agosto de 1923 - ibídem, 2 de febrero de 2011) fue un médico urólogo español que ocupó la alcaldía de Burgos  entre los años 1973 y 1979.

## Biografía
Sus primeros estudios los inicia de su ciudad natal, en el Colegio Liceo Castilla de Burgos, regentado por los Hermanos Maristas. En 1941 se traslada a Madrid donde obtiene el título de médico. Doctorándose en la Facultad de San Carlos en dermatología y urología a la edad de 24 años. En 1950 por concurso oposición obtiene plaza en el Cuerpo de Directores de Dispensarios de Higiene Social, regresa a Burgos en 1953 para ocupar la plaza de jefe del Servicio de Urología de la Clínica del Carmen. 
En las elecciones municipales de 13 de noviembre de 1966 resultaron elegidos como concejales del Ayuntamiento de Burgos por el tercio familiar, y por el siguiente orden, José Muñoz Ávila, Avelino García y Francisco Olmedo. 
En 1970 como primer teniente de alcalde y responsable del área de Hacienda adapta la recaudación a las necesidades municipales. El 23 de julio de 1973 fue nombrado alcalde de Burgos de forma interina, sucediendo a Fernando Dancausa nombrado director general de la Vivienda, hasta su ratificación por el Ministerio de la Gobernación como alcalde de facto. Fue consejero provincial del Movimiento.
Revalidó su cargo en las elecciones a alcaldes celebradas el 25 de enero de 1976.
Durante su mandato se produjo el despegue industrial de la ciudad de Burgos y se trasladaron los cuarteles del Ejército del centro de la ciudad a la base militar de Castrillo del Val, con la consiguiente urbanización de los solares, que supuso una importante transformación urbanística. Con un pequeño retoque al itinerario del proyecto inicial para la construcción de la primera ronda de la autovía entre plaza del Rey y el nudo Landa, solucionó  el gran debate social que generó su posible impacto ambiental a su paso por el parque de la Quinta. También tuvo que adaptar las instituciones al nuevo orden constitucional.
En julio de 1975 formó parte del grupo de los 150 promotores de la asociación política Unión del Pueblo Español, junto con Juan Antonio Samaranch, Cruz Martínez Esteruelas y el vicesecretario general del Movimiento Nacional, Adolfo Suárez.
Se despidió de su cargo reivindicando su trabajo durante el régimen franquista:

"...Nada hay que nos avergüence en la trayectoria mantenida desde nuestra llegada a esta Casa ... ni voy a caer en la torpeza de salir de esta Casa de todos con la cabeza baja, en actitud humillante, cuando vivimos horas de crítica exacerbada que se ceba hasta en las funciones administrativas de los municipios, identificando a sus gestores con un régimen político que está siendo zarandeado y hecho leña con escándalo, no sólo desde posturas distantes, sino desde sus propias raíces..."
Palabras pronunciadas en el último pleno que presidió como alcalde.

| Predecesor: Fernando Dancausa de Miguel | Alcalde de Burgos 14 de junio de 1973 a 10 de julio de 1979 | Sucesor: José María Peña San Martín |